# Mecio Fufecio
Mecio Fufecio (en latín Mettius Fufetius), también llamado Metio Fufecio, fue el último rey legendario de Alba Longa.

## Leyenda
Mecio Fufecio sucedió a Cayo Cluilio como rey de Alba Longa tras la repentina muerte de éste durante la guerra contra los romanos. En el libro primero de su Historia de Roma (Ab urbe condita), Tito Livio narra que Mecio Fufecio y Tulio Hostilio, rey de Roma, preocupados por la ambición de los etruscos, pactaron decidir la suerte de la guerra mediante el combate entre tres hermanos romanos, los Horacios, y tres hermanos albanos, los Curiacios. Tras una larga lucha, en que murieron dos de los hermanos romanos y resultaron heridos los tres albanos, el último Horacio superviviente logró matar a los tres Curiacios, dando así la victoria a Roma y con ella la hegemonía sobre el Lacio.
Poco tiempo después, y en virtud del tratado de paz firmado, los romanos llamaron a los albanos para que acudieran en su ayuda en su guerra contra las ciudades etruscas de Veyes y Fidenas. Mecio Fufecio, descontento con la hegemonía romana, decidió traicionar a Tulo Hostilio y atacar a los romanos, pero estos derrotaron a sus enemigos antes de que los albanos pudieran poner en marcha sus planes. Tulo Hostilio, conocedor de la traición, ordenó que Mecio muriese descuartizado por dos cuadrigas lanzadas en direcciones opuestas. Como castigo, además, Alba Longa fue completamente destruida y sus habitantes trasladados a Roma.
La historia de la traición de Mecio Fufecio y del cruel castigo que recibió fue rememorada por el poeta Virgilio en la Eneida durante el principado de Augusto.